# Boris Grishenko
Boris Ivanovich Grishenko è un personaggio del film GoldenEye, della serie di film di spionaggio inglese James Bond, creato da Ian Fleming.

## Caratteristiche
Il personaggio è un brillante programmatore di computer e un hacker che è già stato in grado di accedere al sito web del Dipartimento di Giustizia degli Stati Uniti. Fiducioso, egocentrico, arguto, anticonformista e un po' 'caricaturale, usa spesso lo slogan: "Sono invincibile!" mostrare i loro talenti come hacker e analista di sistemi. 
Dopo aver tradito i suoi colleghi nel centro di Severnaya, causando la morte di tutti, gode del potere che gli è stato dato come controllore dei computer nel cuore dell'organizzazione Janus, comandata dal malvagio Alec Trevelyan. Boris insulta sarcasticamente l'intelligenza di Natalya Simonova, sua collega di programmazione e unica sopravvissuta al massacro di Severnaya, quando lei, mentre penetrava con James Bond nel centro di Giano, ha accesso al computer centrale. Ma viene messo al suo posto quando Simonova riesce a bloccare il suo computer modificando i codici di accesso.

## Film
Complice e scagnozzo del generale Ouromov e Alec Trevelyan, Boris sopravvive al massacro della stazione di rilevamento di Severnaya, dove lavora, senza sapere che la sua collega Natalya Simonova è anche riuscita a sopravvivere. Quando Orumov scopre che Natalia è scappata, la usa per attirarla in una trappola, dove viene rapita, con l'aiuto di Xenia Onatopp. 
Boris riappare alla fine del film, come capo dei programmatori di Janus, l'organizzazione criminale di Trevelyan nella base segreta di Cuba, da dove intende usare le pulsazioni magnetiche del satellite Goldeneye per creare il caos nel sistema finanziario britannico, permettendo enormi profitti a tutti. Al culmine della trama, posiziona la parabola satellitare dalla base verso il satellite, pronta a inviare i dati che il bersaglio dell'azione è Londra. Tuttavia, Natalya, che è stata imprigionata lì insieme a James Bond, è in grado di bloccare improvvisamente il computer di Boris e dirigere le emissioni di Goldeneye verso il mare, mettendolo in una via di rientro nell'atmosfera. 
Minacciato da Alec per annullare ciò che Natalya ha fatto, Boris non può fare nulla perché Bond distrugge la gigantesca parabola satellitare alla base poco prima che la base stessa venisse fatta esplodere. Muore pietrificato coperto di idrogeno liquido che sgorga dall'esplosione dei carri armati sul complesso, poco dopo aver lanciato il suo grido "Sono invincibile!", Nel credere che fosse sopravvissuto alla distruzione.